# Bray-Dunes

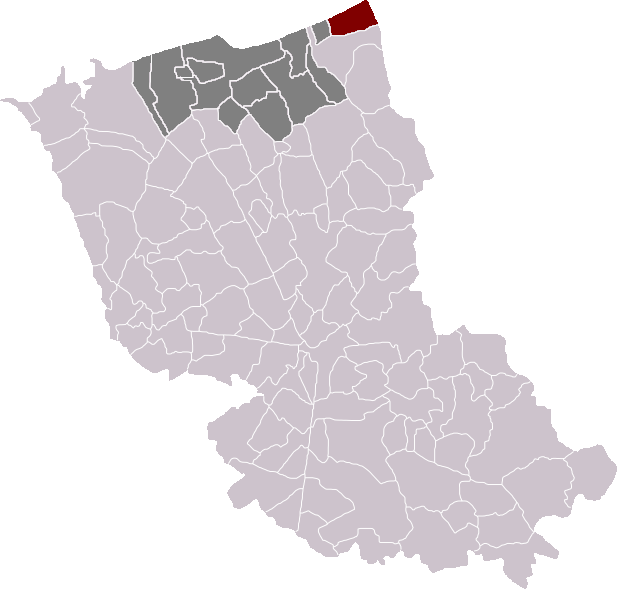
Localització de Bray-Dunes

Bray-Dunes (en neerlandès Brayduinen, en flamenc occidental Bray-Duunn) és un municipi francès, situat a la regió dels Alts de França, al departament del Nord, que forma part de la Westhoek. L'any 2006 tenia 4.666 habitants. Limita a l'oest amb Zuydcoote, a l'est amb De Panne i al sud amb Ghyvelde.

## Demografia
| 1962                                       | 1968  | 1975  | 1982  | 1990  | 1999  |
| ------------------------------------------ | ----- | ----- | ----- | ----- | ----- |
| 3.628                                      | 3.673 | 4.765 | 4.777 | 4.755 | 4.557 |
| Des de 1962: població sense dobles comptes |       |       |       |       |       |

## Administració
| Període   | Identitat            | Partit |
| --------- | -------------------- | ------ |
| 1965-1967 | Marcel Souyris       |        |
| 1967-1971 | Georgines Biesbrouck |        |
| 1971-1989 | Gilbert Lobbedey     |        |
| 1989-     | Claude Marteel       | PS     |